# Gebse

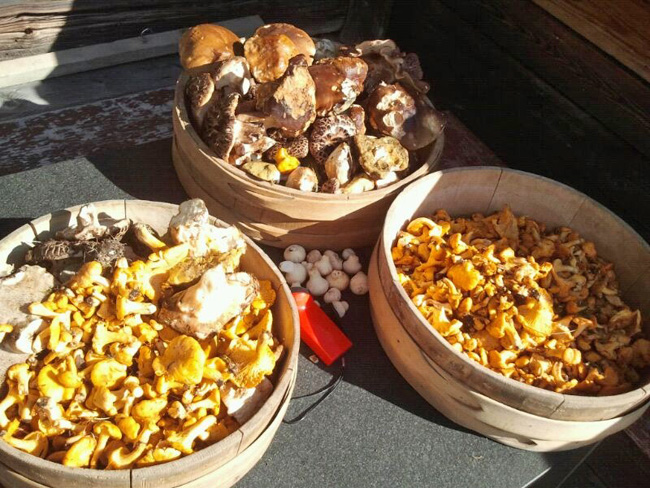
Gebse gefüllt mit Speisepilzen

Die Gebse ist ein in der Alpenregion einst verbreitetes flaches Gefäß aus Holz. Es ist ein böttcherhandwerkliches Produkt und ähnelt damit einem im unteren Drittel durchtrennten Holzfass und wird in der traditionellen Milchwirtschaft eingesetzt. Hauptsächlich in der Schweiz sind Gebsen in traditionellen Bauernhöfen oder Schaukäsereien aber noch zu finden. In Deutschbünden versteht man darunter beispielsweise niedrige, sehr weite, rund 20 Liter fassende Holzgefässe, in denen die Milch bis zu ihrer Verarbeitung gelagert wird. Die Gebsen bleiben im Milchkeller entweder dachziegelartig übereinander geschichtet oder in Reihen aufgestellt, bis sich der Rahm ausgeschieden hat.